# Ivan Moskvitin
Ivan Yuryevich Moskvitin (em russo:  Иван Юрьевич Москвитин) (? - depois de 1647) foi um explorador russo, presumivelmente nascido em Moscovo, que é recordado por ter dirigido uma expedição de reconhecimento russa para chegar às costas do oceano Pacífico, convertendo-se no primeiro russo a chegar ao mar de Okhotsk.
Aparece mencionado pela primeira vez em 1626, como antigo residente entre os cossacos em Tomsk que acompanhou o ataman Dmitry Kopylov à cidade de Yakutsk. Em 1638 Kopylov fundou um pequeno forte no rio Aldan e, no ano seguinte, Kopylov enviou Moskvitin como comandante de 20 cossacos de Tomsk e 29 cossacos de Krasnoyarsk, em busca de prata mais para leste. Partiram em 28 de julho de 1639 e navegaram águas abaixo pelo rio Lena e chegaram ao rio Aldan, seguindo pelo rio Maya, um dos seus afluentes da margem direita, até à foz. Chegaram ao Pacífico descendo pelo vale do rio Ulya (Улья) em meados de setembro. Os cossacos de Moskvitin construíram um acampamento de inverno na costa do mar de Okhotsk, perto da foz do Ulya (que foi reutilizado em 1646 por Vassili Poyarkov), e depois andaram pela zona do rio Amur. Em abril de 1640, é provável que tenham navegado até à foz do Amur e tivessem visto as ilhas Shantar no caminho de regresso.
Em 1645, Moskvitin informou as suas descobertas ao príncipe Shcherbatov, o voivoda moscovita em Tomsk. No ano seguinte levo noticias sobre o mar oriental a Moscovo. Os dados geográficos recolhidos por Moskvitin foram utilizados na elaboração do primeiro mapa do Extremo Oriente Russo (em março de 1642).